# Velika Lukanja
Velika Lukanja (cyr. Велика Лукања) – wieś w Serbii, w okręgu pirockim, w mieście Pirot. W 2011 roku liczyła 6 mieszkańców.